# Дагалайф
Дагалайф (*Dagalaifus, д/н — після 366) — державний і військовий діяч пізньої Римської імперії.

## Життєпис
За походженням був германцем. Відзначився на службі цезаря Юліана в Галлії та походів проти алеманів. У 361—363 роках був комітом доместиків. Під час руху Юліана до Константинополю Дагалайф з легким загоном був спрямований для захоплення важливого міста Сірмій.
363 року під час перського походу Юліана Дагалайф разом з Віктором керував ар'єргардом римської армії. Згодом спільно з Невіттою керував облогою а під час облоги Майозомальхі. Під час обрання нового імператора з Невіттою виступив проти Арінфея і Віктора в питанні про обрання нового імператора. Зрештою зійшлися на кандидатурі Сатурна Секунда Саллюстія, одного з наближених Юліана, але той відмовився прийняти імператорський титул. Тоді вони були змушені оголосити імператором пріміцерія доместиків Флавій Клавдія Іовіана. Ймовірно, роль Дагалайфа в цьому виборі була провідною, оскільки невдовзі за цим Іовіан призначив Дагалайфа магістром кінноти.
У березні 364 року після смерті Іовіана знову долучився до обрання нового імператора. Під час цих виборів імператора Дагалайф виступав спільно з Арінфеем, підтримавши кандидатуру Валентиніана. Останній після обрання вирішив призначити другого імператора на сході, яким планував зробити свого брата Валента. Проти його кандидатури виступив Дагалайф, але це не позначилося на його кар'єрі.
Невдовзі призначений магістром піхоти в Галлії. 365 року алемани переправилися через Рейн біля Могунціакума. Імператор відправив Дагалайфа змусити ворога повернутися за Рейн. Але по прибуттю Дагалайф виявив велику розкиданість загонів алеманів, яким не зміг вправно протидіяти. Тому був відкликаний. 366 року призначено консулом (разом з сином імператора — Граціаном). Подальша доля невідома.